# Анатомия страсти (сезон 9)
Девятый сезон американской телевизионной медицинской драмы «Анатомия страсти» вышел в эфир 27 сентября 2012 года. 11 мая 2012 года ABC официально продлил сериал на девятый сезон.

## Сюжет
Сюжет сфокусирован на беременности Мередит, отношениях Оуна и Кристины, их разводе и возобновлении отношений, а также на судьбе больницы, которую собирается выкупить Пегас и уволить всех врачей, а также нелегким решением участников авиакатастрофы спасти больницу. Сиэтл Грейс переименована в «Мемориальная больница Грей-Слоан».

## Актёры и персонажи
| - Эллен Помпео — Мередит Грей - Сандра О — Кристина Янг - Джастин Чэмберс — Алекс Карев - Чандра Уилсон — Миранда Бейли - Джеймс Пикенс мл. — Ричард Веббер - Сара Рамирес — Кэлли Торрес - Эрик Дэйн — Марк Слоан - Кевин Маккид — Оуэн Хант - Джессика Кэпшоу — Аризона Роббинс - Сара Дрю — Эйприл Кэпнер - Джесси Уильямс — Джексон Эйвери - Патрик Демпси — Дерек Шепард | - Лоретта Дивайн — Адель Веббер - Констанс Зиммер — Алана Кахилл - Уильям Дэниелс — Крэйг Томас - Дебби Аллен — Кэтрин Эйвери - Джастин Брюнинг — парамедик Мэттью - Нив Кэмпбелл — Лиззи Шепард - Камилла Ладдингтон — Джо Уилсон - Гай Чарльз — Нэйн Росс - Джеррика Хинтон — Стефани Эдвардс - Тина Мажорино — Хезер Брукс - Тесса Феррер — Лиа Мерфи - Хилари Бёртон — Лорен Босвелл - Чарльз Майкл Дэвис — Джейсон Майерс - Стивен Калп — Даррен Паркер - Эдди Джемисон — Стэн Гроссберг - Николь Камминс — парамедик Николь |

## Эпизоды
| № общий | № в сезоне | Название                                                                       | Режиссёр       | Автор сценария  | Дата премьеры    | Зрители в США (млн) |
| --- | ---------- | ------------------------------------------------------------------------------ | -------------- | --------------- | ---------------- | ------------------- |
| 173 | 1          | «Going, Going, Gone» «Ухожу, ухожу, ушел»                                      | Роб Корн       | Стейси Макки    | 27 сентября 2012 | 11,73               |
| Эпизод посвящён воспоминаниям о Марке Слоане, в то время как сам врач лежит в коме. Кристина живёт и работает в Миннесоте. Она не виделась с Мередит с момента отъезда, поскольку боится летать на самолётах. Алекс винит себя за увечье Аризоны, которая потеряла ногу. В конце эпизода Марка отключают от системы жизнеобеспечения, а Оуэн предлагает Эйприл вернуться в больницу. |            |                                                                                |                |                 |                  |                     |
| 174 | 2          | «Remember the Time» «Помни то время»                                           | Тони Фелан     | Уильям Харпер   | 4 октября 2012   | 10,84               |
| Врачи вспоминают, как их нашли после авиакатастрофы и доставили в больницу, а затем по воздуху перевезли в «Сиэтл Грэйс». Кристина долго не хочет ни с кем разговаривать, так как была в сознании после крушения и помнит, как дикие звери дрались за тело Лекси. Аризона запрещает Кэлли отрезать ногу, а Марк совершает «последний рывок» — приходит в сознание, а через сутки вновь впадает в кому. Кэлли проводит операцию на руке Дерека. |            |                                                                                |                |                 |                  |                     |
| 175 | 3          | «Love the One You’re With» «Люби ближнего своего»                              | Дебби Аллен    | Зоанна Клэк     | 18 октября 2012  | 9,69                |
| Пострадавшие в результате авиакатастрофы должны принять решение — взять отступные, предложенные авиакомпанией, или выяснить причины крушения. Кристина становится командным игроком. |            |                                                                                |                |                 |                  |                     |
| 176 | 4          | «I Saw Her Standing There» «Я видела её»                                       | Кевин МакКидд  | Остин Гузман    | 25 октября 2012  | 8,76                |
| Джексон и Эйприл не могут насытиться друг другом. У Кристины появляется «Миннесотская Мередит» и секс-игрушка. Мередит проводит удаление сложной опухоли у чувствительного телохранителя. Дерек начинает преподавать. Оуэн переезжает в трейлер Дерека. Аризона начинает возвращение к нормальной жизни. |            |                                                                                |                |                 |                  |                     |
| 177 | 5          | «Beautiful Doom» «Прекрасная смерть»                                           | Стивен Крэгг   | Джиннин Реншоу  | 8 ноября 2012    | 9,26                |
| Эпизод посвящён Мередит и Кристине. У Мередит пациентка с травмами после автокатастрофы, похожими на смертельные травмы Лекси. У Кристины - пациентка, которой она проводит 2 операции на сердце. Кристина после печального события - смерти её друга и учителя доктора Томаса, возвращается в Сиэтл. |            |                                                                                |                |                 |                  |                     |
| 178 | 6          | «Second Opinion» «Другое мнение»                                               | Чандра Уилсон  | Уильям Харпер   | 15 ноября 2012   | 8,84                |
| Алекс покупает дом Мередит. Кристина начинает работать в Сиэтл Грэйс, проявляет свою самостоятельность, чем вызывает неодобрение Оуэна. Келли и Дерек дают показания насчёт степени тяжести травмы руки Дерека. Бэйли просит консультации у Аризоны, вызывая её интерес к работе. Юристы собираются подать иск против этой больницы. |            |                                                                                |                |                 |                  |                     |
| 179 | 7          | «I was made for lovin you» «Я рождён, чтобы любить тебя»                       | Лаура Иннес    | Питер Ноуолк    | 29 ноября 2012   | 8,95                |
| Аризона возвращается к работе. Бейли спорит с Беном по поводу их предстоящей свадьбы. Эйприл подозревает, что беременна, и сдаёт анализы. Келли пытается восстановить функции руки Дерека. Мередит узнаёт и говорит Дереку, что беременна, срок 3 недели. Кристина собирается развестись с Оуэном. |            |                                                                                |                |                 |                  |                     |
| 180 | 8          | «Love Turns You Upside Down» «Любовь, сбивающая с ног»                         | Марк Джексон   | Стейси Макки    | 6 декабря 2012   | 9,10                |
| Мередит отдает интерну Брукс свой телефон и просит обзвонить сестер Дерека с просьбой найти донора нерва для пересадки. Интерны сражаются за возможность ассистировать на операциях. Брукс узнаёт, что Мередит беременна, и та просит хранить это в секрете. Келли и Джексон ищут интерна, который ассистировал бы на пересадке нерва Дереку, и это право получает Шейн Росс. Интерны из-за желания попасть на операцию чуть не убивают пациентку, и их отстраняют от операций. В Сиэтл приезжает одна из сестёр Дерека. |            |                                                                                |                |                 |                  |                     |
| 181 | 9          | «Run, Baby, Run» «Беги, детка, беги»                                           | Роб Корн       | Дебора Кан      | 13 декабря 2012  | 8,17                |
| Бейли готовится к свадьбе с Беном. Она просит Келли, Аризону и Мередит быть подружками невесты. Джексон и Келли проводят операцию по пересадке нерва Дереку Шепарду от его сестры Лиззи, и операция проходит успешно. Эйприл и Джексон ищут себе пару, чтобы на свадьбе Бейли не смотреть друг на друга, и приглашают интернов. Алекс поручает интерну Джо удалить спайки, но она протыкает пациенту желудок, и Алексу приходится вмешаться. Аризона не хочет идти на свадьбу Бейли из-за своего протеза, который не приспособлен к каблукам, но Келли уговаривает её. Кристина и Оуэн решают начать все сначала. Мередит показывает Лиззи УЗД своего будущего ребёнка. Ричард и Бейли едут на свадьбу в чёрном лимузине, но Ричарду звонят из приёмной по поводу его жены, и они возвращаются в больницу.                                                         |            |                                                                                |                |                 |                  |                     |
| 182 | 10         | «Things We Said Today» «То, что мы сказали сегодня»                            | Роб Андервуд   | Остин Гузман    | 10 января 2013   | 9,34                |
| Бейли оперирует Адель. Бен откладывает свадьбу. Мередит возвращается в больницу, чтобы узнать в чём дело, и идёт помогать Бейли на операции. Джо учит Алекса давить на жалость. Адель умирает от инфаркта, а Бейли выходит замуж за Бена. |            |                                                                                |                |                 |                  |                     |
| 183 | 11         | «The End is the Beginning is the End» «Конец — это начало, начало — это конец» | Чери Ноулан    | Джоан Рэйтер    | 17 января 2013   | 8,80                |
| Достигается решение по делу авиакатастрофы, и каждому будут выплачены 15 миллионов. Келли решает организовать ужин и отпраздновать. Джексон решает выполнить операцию бывшему пациенту Слоана, но у него возникает конфликт с Аризоной по поводу метода лечения. Дерек пытается разработать руку и начинает играть в пинг-понг. Все беспокоятся о Ричарде. Мередит, Ричард и Брук лечат пациента, который ест волосы.На ужине Мередит говорит что беременна. Оуэн узнаёт, что страховая, используя лазейку в договоре, не будет платить компенсацию, а платить будет больница. |            |                                                                                |                |                 |                  |                     |
| 184 | 12         | «Walking on a Dream» «Прогулки во сне»                                         | Роб Харди      | Тиа Наполитано  | 24 января 2013   | 9,01                |
| Доктор Алана Кэхилл нанята финансовым консультантом, чтобы найти способы сэкономить больничные деньги. Аризона, Алекс и Кристина лечат девочку из программы помощи детям Африки. Оуэн помогает Аризоне справиться с синдромом фантомных болей. Дерек возвращается к операциям. Эйприл приглашает на свидание фельдшер. Мередит сталкивается с аэрофобией, когда ей нужно лететь за печенью для пациента. На заседании Кэхилл предлагает закрыть приёмное отделение. |            |                                                                                |                |                 |                  |                     |
| 185 | 13         | «Bad Blood» «Вражда»                                                           | Стив Робин     | Джаннин Реншоу  | 31 января 2013   | 8,93                |
| В рамках улучшения работы Кэхилл устанавливает новые камеры наблюдения. Дерек и Эйприл работают вместе, чтобы не закрылось приёмное отделение. Мередит, Бейли и Ричард проходят обучение по новым методам лечения грыж. Доктор Кэхилл помогает Оуэну с пациентом. Кристина лечит больного, который оказывается Свидетелем Иеговы, и он отказывается от переливания крови. Кэхилл закрывает приёмное отделение, потому что она нашла покупателя для больницы. |            |                                                                                |                |                 |                  |                     |
| 186 | 14         | «The Face of Change» «Перед лицом перемен»                                     | Роб Гринлеа    | Стейси Макки    | 7 февраля 2013   | 8,91                |
| Больницу собирается купить компания Пегас, и они приходят осмотреть больницу. За Джексоном и Алексом постоянно ходят фотографы, которые выбирают лицо больницы. Келли и Ричард едут в одну из больниц, купленных компанией Пегас. Эйприл встречается с парамедиком — Метью — и едет с ним на вызов. Она пытается спасти мальчика, но в ближайший травматологический центр ехать целый час, и она просит Джексона о помощи. Ричард и Келли узнают, какие перемены произошли с больницей, которую купила компания Пегас. Джексон, Эйприл, Мередит, Кристина, Алекс, Дерек, интерны и парамедики стараются спасти мальчика втайне от всех, и у них это получается. Кехил узнаёт об этом и говорит Дереку, что если они хотят здесь работать, то чтобы такое больше не вытворяли. Келли приходит в голову замечательная мысль, куда стоит потратить отсуженные деньги. |            |                                                                                |                |                 |                  |                     |
| 187 | 15         | «Hard Bargain» «Непростая сделка»                                              | Тони Фелан     | Уильям Харпер   | 14 февраля 2013  | 8,57                |
| Все обсуждают, купить ли им больницу. Дерек соглашается быть новым лицом больницы. Бейли и Аризона лечат больного раком, и им требуется дорогостоящая процедура, но Оуэн отказывает им. С помощью финансового планирования жертвы авиакатастрофы понимают, что им нужно увеличить капитал. Узнав, что Пегас собирается купить больницу уже вечером, а им нужно больше времени, врачи заявляют, что они увольняются. |            |                                                                                |                |                 |                  |                     |
| 188 | 16         | «This Is Why We Fight» «Поэтому мы боремся»                                    | Жанно Шварц    | Остин Гузман    | 21 февраля 2013  | 8,75                |
| Кэхилл уговаривает Пегас рассмотреть предложение ещё раз. Дерек, Мередит, Кристина, Аризона и Келли встречаются с инвестором. Хизер подслушивает доктора Кэхилл и узнаёт, что Пегас планирует уволить всех сотрудников. Встреча с инвестором проходит неудачно. Джексон планирует переехать в Бостон, если больницу купит Пегас. Кэтрин Эйвери разговаривает с Ричардом и предлагает инвестиции фонда Эйвери, но только если Джексон станет членом совета директоров. |            |                                                                                |                |                 |                  |                     |
| 189 | 17         | «Transplant Wasteland» «Страна трансплантов»                                   | Чандра Уилсон  | Зоэнн Клэк      | 14 марта 2013    | 8,20                |
| В больнице царит раздор и хаос, Оуэн пытается со всем разобраться, но узнаёт о слухах, что Джексон планирует его уволить. Доктор Бейли призывает Джексона пересмотреть политику управления больницей. На заседании директоров предложено переименовать больницу в «Мемориальная больница Грей-Слоан». |            |                                                                                |                |                 |                  |                     |
| 190 | 18         | «Idle Hands» «Нерабочие руки»                                                  | Дэвид Гринспен | Габриель Лианас | 21 марта 2013    | 9,39                |
| Открывается приёмное отделение после реконструкции. Кристина разочаровывается, что новые обязанности отнимают много времени от её исследований. Келли и Аризона пытаются наладить отношения. Бейли убеждает больницу спонсировать её исследования. Мередит и Дерек узнают пол ребёнка. |            |                                                                                |                |                 |                  |                     |
| 191 | 19         | «Can't Fight This Feeling» «Это чувство не проходит»                           | Марк Джексон   | Мэг Меринис     | 28 марта 2013    | 9,02                |
| В больницу поступают люди после аварии с бензовозом. Карев продолжает ревновать Уилсон к акушеру. Мередит пытается помочь женщине, которая чувствует, что её ребёнку поставлен неправильный диагноз, а другие врачи ей не верят. Мэтью, друг Эйприл, попадает в больницу с ожогами. Мередит приходит к Бейли и просит сделать анализ Золе и ей самой. |            |                                                                                |                |                 |                  |                     |
| 192 | 20         | «She's Killing Me» «Она убивает меня»                                          | Николь Рубио   | Дебора Кан      | 4 апреля 2013    | 8,58                |
| Бейли делает генетический анализ и находит у Мередит несколько генов, свидетельствующих о предрасположенности к болезни Альцгеймера. Мередит хочет переписать завещание. Врачи под руководством Ханта показывают врачам из Сирии, как можно спасать людей с минимальным набором инструментов и лекарств. Мэтью хочет познакомить Эйприл со своей мамой. Эйприл говорит Мэтью, что она уже не девственница. Несколько пациентов Бейли возвращаются в больницу с послеоперационными осложнениями в виде инфекции. |            |                                                                                |                |                 |                  |                     |
| 193 | 21         | «Sleeping Monster» «Спящий монстр»                                             | Бобби Рот      | Бронвин Гэррити | 25 апреля 2013   | 8,24                |
| В больницу приходит проверка по факту инфекции обнаруженной у пациентов Бейли. Бейли допрашивают. |            |                                                                                |                |                 |                  |                     |
| 194 | 22         | «Do You Believe in Magic?» «Вы верите в волшебство?»                           | Кевин МакКидд  | Дэн Букатинский | 2 мая 2013       | 8,87                |
| Врачи пытаются поддержать Бэйли, но она продолжает всех отталкивать. После случая с бабушкой Итана Оуэн опасается, что мальчика заберут представители социальной службы. Новый пластический хирург (Хилари Бертон) приедет в Грей Слоан Мемориал, чтобы помочь одному из маленьких пациентов больницы. Тем временем в отделение скорой помощи поступил ассистент мага, чей трюк прошёл не так, как надо. |            |                                                                                |                |                 |                  |                     |
| 195 | 23         | «Readiness is All» «Готовность — это всё»                                      | Тони Фелан     | Билл Харпер     | 9 мая 2013       | 8,97                |
| Врачи больницы Грей Слоан Мемориал готовятся к сильному шторму, надвигающемуся на Сиэтл. Оуэн продолжает сближаться с Итаном, и от этого его желание стать отцом становится все сильнее. Одно неверное движение поставит под угрозу жизни Мередит и её ребёнка. Тем временем Джо надеется на помощь Алекса в момент кризиса, и одному из врачей больницы предстоит испытать сильнейший шок в её жизни. |            |                                                                                |                |                 |                  |                     |
| 196 | 24         | «Perfect Storm» «Идеальный шторм»                                              | Роб Корн       | Стейси Макки    | 16 мая 2013      | 8,99                |
| Шторм, накрывший Сиэтл, продолжает усиливаться, и больница Грей Слоан Мемориал находится в кризисном режиме - из-за огромного количества пациентов начинается нехватка ресурсов. Тем временем одному из врачей больницы придется бороться за свою жизнь. |            |                                                                                |                |                 |                  |                     |

## Выпуск на DVD
| Анатомия страсти: Полный девятый сезон — Всё меняется                                                               | | | | | |
| Детали комплекта | Детали комплекта | Детали комплекта | Особенности | Особенности | Особенности |
| - 24 эпизода (1 расширенный) - Комплект из 6-ти дисков - Английский (Dolby Digital 5.1 Surround) - Аудиокомментарии | - 24 эпизода (1 расширенный) - Комплект из 6-ти дисков - Английский (Dolby Digital 5.1 Surround) - Аудиокомментарии | - 24 эпизода (1 расширенный) - Комплект из 6-ти дисков - Английский (Dolby Digital 5.1 Surround) - Аудиокомментарии | - Расширенный финальный эпизод - Актёр в центре внимания: Джеймс Пикенс мл. - Персонаж в центре внимания: Аризона Роббинс - Удалённые сцены - Швы: Невыпущенные сцены девятого сезона | - Расширенный финальный эпизод - Актёр в центре внимания: Джеймс Пикенс мл. - Персонаж в центре внимания: Аризона Роббинс - Удалённые сцены - Швы: Невыпущенные сцены девятого сезона | - Расширенный финальный эпизод - Актёр в центре внимания: Джеймс Пикенс мл. - Персонаж в центре внимания: Аризона Роббинс - Удалённые сцены - Швы: Невыпущенные сцены девятого сезона |
| Даты релиза | | | | | |
| Регион 1 | Регион 1 | Регион 2 | Регион 2 | Регион 4 | Регион 4 |
| 27 августа 2013 | 27 августа 2013 | 4 ноября 2013 | 4 ноября 2013 | 2 октября 2013 | 2 октября 2013 |